# Зейтуллаев, Ильяс Бекирович
Ильяс Бекирович Зейтуллаев (узб. Ilyos Bekirovich Zeytullayev; 13 июля 1982, Ангрен, Ташкентская область, Узбекская ССР, СССР) — узбекистанский футболист, выступающий на позициях полузащитника и нападающего; тренер.

## Карьера
По происхождению является крымским татарином. Владеет крымскотатарским, узбекским, русским, итальянским и английским языками.
Начал заниматься футболом у своего отца Бекира. Обучался футболу в ташкентском РОЗКе и в московском «Спортакадемклубе».
В 2001 году перешёл в молодёжную команду итальянского «Ювентуса». В сезоне 2001/02 провел 2 игры на Кубок Италии за основную команду. Тем не менее, из молодёжной команды так и не смог пробиться в основную команду «Ювентуса», хотя неоднократно включался в заявку на официальные игры.
В 2005 году был продан другой итальянской команде — «Реджине», которая также выступала в итальянской Серии А. В составе «Реджины» сыграл лишь два матча и в последующие годы трижды отдавался в аренду в клубы итальянской Серии B — «Кротоне», «Дженоа» и «Виченце». В общей сложности сыграл в составе данных трёх клубов 31 игр и забил 3 гола.
Затем провёл по сезону в клубах третьего по силе дивизиона Италии — Серии C1, переименованной затем в Lega Pro Prima Divisione — «Эллас Верона» и «Пескара». В 2009—2013 годах выступал за клуб «Виртус Ланчано», который также участвовал в том же дивизионе. За данный клуб сыграл 52 матча и забил один гол.
В 2014 году перешёл в «Торино», которое выступает в Серии А. В том же году был отдан в аренду в хорватскую «Горицу», которая выступает во втором дивизионе чемпионата Хорватии.
Получил тренерскую лицензию категории B, с 2014 года — тренер юношеской команды клуба «Купелло».С 2024 года работает помощником главного тренера футбольного клуба Бунёдкор ( Ташкент).
В 2001—2007 годах выступал за национальную сборную Узбекистана.